# Emma Meesseman
Emma Meesseman  (Ypres, 13 de mayo de 1993) es una jugadora de baloncesto belga. Con 1.93 metros de estatura, juega en la posición de pívot.
En los Juegos Olímpicos de París 2024 fue la deportista abanderada de la delegación belga en el desfile inaugural. Elegida MVP en el último EuroBasket Femenino FIBA (2023).